# Gendarmeria Real de Marrocos
A Gendarmeria Real do Marrocos (árabe: الدرك الملكي المغربي Al-Darak al-Malikiy al-Maghribiy; francês: Gendarmerie royale marocaine; espanhol: Gendarmería Real de Marruecos) é o corpo nacional de Gendarmeria do Reino de Marrocos (uma força de segurança de natureza militar). Foi fundada em 1957 pelo rei Mohammed V.
A estrutura de suas funções tem sido determinada por duas principais tradições diferentes, mas complementares. Uma delas tem suas raízes na história e a cultura de Marrocos. A Gendarmeria nasceu do sistema administrativo e político de Marrocos de segurança pública que tem garantido a manutenção da ordem pública durante séculos. A segunda tradição (Makhzen) é bem mais moderna.

## Descrição
Da mesma forma que outros membros da organização FIEP, a legislação que fundou a Gendarmeria Real de Marrocos a descreve como uma força pública destinada a garantir a segurança pública e a ordem pública e a aplicação das leis. Este texto concede a legislação da Gendarmeria às Forças Armadas Reais do Marrocos, bem como a constitui como uma força militar em sua estrutura, administração e formas de comando. Compõe-se de oficiais, suboficiais e soldados.

## Funções
As funções da Gendarmeria Real do Marrocos são numerosas e variadas em espécie. No entanto, o órgão legislativo tem dado grande importância às funções policiais. O artigo sétimo do texto  de organização indica que "O objetivo do serviço da gendarmeria é garantir sobretudo as funções administrativas, judiciais e militares das atividades policiais e ajudar diretamente às autoridades competentes com a legislação prevista". Esta situação implica três anexos quanto à utilização da Gendarmeria Real:
- Administração de Defesa Nacional, especialmente nos temas de organização e as equipes militares de polícia judicial.
- Ministério de Justiça para o cumprimento da legislação vigente nas atividades policiais.
- Ministério do Interior para o aplicativo de políticas de administração comum.

As funções da Gendarmeria Real, neste campo, têm sido determinadas pelo Código de Procedimento Penal de Primeira Instância de 1959. Levam-se a cabo todas estas funções sob a administração da Gendarmeria Real, o promotor e o controle do Tribunal de Apelações. As funções consistem na determinação do crime antes da acusação reunindo as provas, a detecção dos autores e sua condução ante os tribunais autorizados; e a execução das ordens dos juízes após a acusação. O pessoal da Gendarmeria Real faz a aplicação da polícia judiciária e atua com as características de ser um agente da polícia judicial orientado segundo o Tribunal de Procedimento Penal.
Detecta e determina a violação das leis como polícia judicial; e como polícia da força pública, informa ao promotor de crimes e delitos sobre os que não tem jurisdição. Luta contra o constante aumento da delinquência e seus aspectos internacionais e, por outro lado, com o aumento de suas competências, a Gendarmeria Real comprometeu-se a modernizar seus métodos e equipes de maneira contínua e reforçar sua eficácia mediante a avaliação técnica e cientista policial e penal de dados. Com este objetivo, estabeleceram-se dois laboratórios, que estão sob a administração de pesquisadores de alto nível.